# Pengalusan
Pengalusan is een bestuurslaag in het regentschap Purbalingga van de provincie Midden-Java, Indonesië. Pengalusan telt 5646 inwoners (volkstelling 2010).